# 艾米利奧聖馬丁區
艾米利奧聖馬丁區（西班牙語：Distrito de Emilio San Martín），是秘魯的一個區，位於該國東北部洛雷託大區的雷克納省，始建於1912年1月22日，面積4,572.56平方公里，海拔高度120米，2005年人口7,433，人口密度每平方公里1.6人。